# Kremlin.ru
Kremlin.ru وبگاه رسمی رئیس‌جمهور فدراسیون روسیه است که در ژانویه ۲۰۰۰ افتتاح شد. همهٔ مطالب تولیدی وبگاه تحت پروانهٔ «کرییتیو کامنز یادکرد ۴٫۰ بین‌الملل» منتشر می‌شوند.